# 3-й Колективний провулок (Житомир)
3-й Колективний провулок — провулок в Богунському районі міста Житомира.     

## Характеристики
Розташований у північно-західній частині міста, в історичній місцевості Рудня.             
Бере початок з вулиці Короленка, прямує на північ та завершується у 2-му Ливарному провулку. Від провулка бере початок Новосінна вулиця. Перехрестям з провулком завершуються 2-й провулок Короленка та Середній провулок.             

Забудова провулка — садибна житлова.     

## Історія
Провулок відомий з плану 1915 року як провулок Савицького. Історична назва провулка походить від прізвища домовласників Федора та Макарія Савицьких.        
Початок провулка показаний на плані міста середини ХІХ ст. та трьохверстовці Шуберта 1860-х років як проїзд від Руднянської вулиці до ріллі, що розкинулася південніше нинішнього Метеорологічного провулка.        
До початку ХХ ст. здебільшого сформувалася садибна забудова до лінії нинішньої Новосінної вулиці. Провулок прямував далі на північ крізь угіддя, на яких після більшовицького перевороту виникло колективне господарство (артіль).         
Станом на початок Другої світової війни, провулок завершувався кутком. Згідно з мапою періоду німецької окупації, у провулку знаходилися садиби №№ 1 —15 із західного боку та №№ 2 —4 зі східного.         
Після Другої світової війни землі колгоспу (колишньої артілі) ім. XVIII з'їзду КПРС забудовувалися індивідуальними житловими будинками працівників промислових підприємств. Тоді сформувався кінець провулка та його з'єднання з новоутвореним 2-м Ливарним провулком.        
У 1958 році провулок отримав сучасну назву.        